# Episodi di Second Chance (serie televisiva 2016)
La prima e unica stagione della serie televisiva Second Chance è stata trasmessa negli Stati Uniti per la prima volta dall'emittente Fox dal 13 gennaio al 25 marzo 2016.
In Italia, la stagione è andata in onda in prima visione satellitare su Fox, canale a pagamento della piattaforma Sky, dal 31 agosto al 5 ottobre 2016.
| nº | Titolo originale                                    | Titolo italiano            | Prima TV USA     | Prima TV Italia   |
| -- | --------------------------------------------------- | -------------------------- | ---------------- | ----------------- |
| 1  | A Suitable Donor                                    | Un donatore compatibile    | 13 gennaio 2016  | 31 agosto 2016    |
| 2  | One More Notch                                      | Il fratello segreto        | 20 gennaio 2016  | 31 agosto 2016    |
| 3  | From Darkness, the Sun                              | La verità, tutta la verità | 29 gennaio 2016  | 7 settembre 2016  |
| 4  | Admissions                                          | Ammissioni                 | 5 febbraio 2016  | 7 settembre 2016  |
| 5  | Scratch That Glitch                                 | Totomorte                  | 12 febbraio 2016 | 14 settembre 2016 |
| 6  | Palimpsest                                          | Modificazioni corporali    | 19 febbraio 2016 | 14 settembre 2016 |
| 7  | That Time in the Car                                | Appostamento               | 26 febbraio 2016 | 21 settembre 2016 |
| 8  | May Old Acquaintance Be Forgot                      | Nemici di vecchia data     | 4 marzo 2016     | 21 settembre 2016 |
| 9  | When You Have to Go There, They Have to Take You In | Casa dolce casa            | 11 marzo 2016    | 28 settembre 2016 |
| 10 | Geworfenheit                                        | Corsa contro il tempo      | 18 marzo 2016    | 28 settembre 2016 |
| 11 | Gelassenheit                                        | Il sacrificio              | 25 marzo 2016    | 5 ottobre 2016    |